# Belimumab
Belimumab (tên thương mại Benlysta, trước đây gọi là LymphoStat-B) là một kháng thể đơn dòng người ức chế yếu tố kích hoạt tế bào B (BAFF), còn được gọi là chất kích thích tế bào B-lympho (BLyS). Nó được chấp thuận ở Hoa Kỳ, Canada và Châu Âu để điều trị bệnh lupus ban đỏ hệ thống (SLE).

## Công dụng
Belimumab được sử dụng chủ yếu ở những bệnh nhân bị lupus ban đỏ hệ thống. Khi được giới thiệu vào năm 2011, đây là loại thuốc mới đầu tiên được phê duyệt để điều trị bệnh lupus sau 56 năm. Doanh số đã tăng lên 31,2 triệu đô la trong quý đầu năm 2012.
Các thử nghiệm lâm sàng cho thấy belimumab an toàn trong điều trị SLE, nhưng mức độ lợi ích rất nhỏ, và các thử nghiệm pha III đã loại trừ các trường hợp nghiêm trọng nhất của SLE, liên quan đến tổn thương thận và não. Các nhà đánh giá tại Cục Quản lý Thực phẩm và Dược phẩm Hoa Kỳ bày tỏ lo ngại rằng loại thuốc này chỉ "có hiệu quả" và có nhiều trường hợp tử vong trong nhóm điều trị. Những người bảo vệ nói rằng ngoài hiệu quả khiêm tốn của nó, belimumab cho phép bệnh nhân giảm đáng kể việc sử dụng corticosteroid.
Belimumab không hiệu quả trong các thử nghiệm lâm sàng giai đoạn II đối với viêm khớp dạng thấp. Nó có hiệu quả vừa phải trong các thử nghiệm pha II đối với hội chứng Sjögren.

## Tác dụng phụ và tương tác
Các tác dụng phụ thường gặp được báo cáo với belimumab bao gồm buồn nôn, tiêu chảy và sốt, cũng như phản ứng quá mẫn và truyền dịch, nghiêm trọng ở 0,9% bệnh nhân. Các cơ quan quản lý khuyến cáo rằng bệnh nhân nên được điều trị bằng thuốc kháng histamine trước khi truyền belimumab.
Vì belimumab là thuốc ức chế miễn dịch, nhiễm trùng và tử vong nghiêm trọng hơn đã được báo cáo ở những bệnh nhân được điều trị bằng thuốc so với những người được điều trị bằng giả dược.
Không có nghiên cứu tương tác nào được thực hiện, nhưng kết hợp belimumab với các thuốc ức chế miễn dịch khác, đặc biệt là các tế bào lympho B, như liệu pháp chống CD20, có thể làm tăng nguy cơ nhiễm trùng nặng. Tương tự như vậy, kết hợp belimumab với cyclophosphamide tiêm tĩnh mạch hoặc vắc-xin sống không được khuyến cáo.

## Cơ chế hoạt động
Tế bào lympho B (tế bào B), là một phần của phản ứng miễn dịch bình thường, cũng chịu trách nhiệm cho phản ứng quá tích cực được thấy trong các bệnh tự miễn như SLE. Các tế bào B phát triển trong tủy xương và tiếp tục trưởng thành ngoại vi trong các cơ quan bạch huyết thứ cấp và trong ruột. Khi các tế bào B tự miễn dịch tấn công các mô của cơ thể, chúng thường bị phá hủy do tự sát tế bào (apoptosis). Các nhà nghiên cứu đưa ra giả thuyết rằng SLE được gây ra khi các tế bào B tự miễn dịch tăng sinh và các yếu tố sinh tồn bảo vệ chúng khỏi sự tự tử của tế bào.
Yếu tố kích hoạt tế bào B (BAFF), còn được gọi là chất kích thích tế bào B (BLyS), là cần thiết cho sự phát triển và tồn tại của tế bào B. Ở bệnh nhân SLE, BAFF bị biểu hiện quá mức, có thể gây ra sự tăng sinh và sống sót của tế bào B tự miễn. Belimumab liên kết với BAFF và ngăn nó liên kết với các tế bào B. Không có BAFF, các tế bào B tự sát và không còn đóng góp vào thiệt hại tự miễn của SLE.
BAFF được tiết ra bởi nhiều loại tế bào: bạch cầu đơn nhân và đại thực bào; tế bào mô tế bào tủy xương; tế bào hình sao trong một số u nguyên bào thần kinh đệm; synoviocytes trong viêm khớp dạng thấp; và các tế bào biểu mô nước bọt trong hội chứng Sjögren. Nó tương tác với ba thụ thể màng trên tế bào lympho B:
- BAFF-R (thụ thể BAFF)
- BCMA (kháng nguyên trưởng thành tế bào B)
- TACI (chất kích hoạt xuyên màng và bộ điều biến calci và chất tương tác phối tử cyclophylin)

Khi BAFF liên kết với BAFF-R và BCMA trên các tế bào B, mức Bcl-2, một yếu tố sống còn, được tăng lên. Khi cả ba thụ thể BAFF được kích thích, nồng độ NF kappa B, góp phần vào sự tăng sinh và biệt hóa tế bào, sẽ tăng lên trong nhân.
Một chất kích hoạt tế bào B khác tương tự BAFF là APRIL (Một phối tử gây tăng sinh), nhưng APRIL chỉ kích hoạt BCMA và TACI, không phải BAFF-R.
Belimumab làm giảm số lượng tế bào B lưu hành, nhưng kháng thể đơn dòng chống CD20 làm giảm số lượng thậm chí nhiều hơn. Có thể là belimumab liên kết chủ yếu với BAFF hòa tan và do đó không gây ra độc tính tế bào phụ thuộc kháng thể có thể được mong đợi từ kháng thể loại IgG1này.

## Khám phá và lịch sử
Yếu tố kích hoạt tế bào B là một loại protein xuất hiện tự nhiên được phát hiện bởi các nhà nghiên cứu từ National Jewish Health (trước đây là Trung tâm nghiên cứu và y tế Do Thái quốc gia) và Đại học Colorado, người đã cùng xuất bản một bài báo chi tiết phát hiện của họ vào tháng 5 năm 1999 và đặt tên cho protein là BÀI-1. Protein tương tự được đặt tên là BAFF trong một bài báo khác được xuất bản vào tháng 6 năm 1999, và trong một bài báo xuất bản vào tháng 7 năm đó, Khoa học bộ gen người (HGS) gọi nó là BLyS (viết tắt của chất kích thích tế bào lympho B). Sáu năm sau, nghiên cứu cho thấy vai trò chính của BLyS trong quá trình biệt hóa, sinh tồn và kích hoạt tế bào B đã được công bố.
Vào tháng 10 năm 2000, HGS và Cambridge Antibody Technology (CAT) đã đồng ý hợp tác phát triển các kháng thể đơn dòng nhắm vào BLyS. Theo thỏa thuận này, CAT sẽ xác định các kháng thể và HGS sẽ chọn những kháng thể thích hợp để đưa vào thử nghiệm lâm sàng. Năm 2003, các nhà nghiên cứu CAT đã báo cáo rằng, bằng cách sử dụng công nghệ hiển thị phage, họ đã gợi ra một loạt hơn 1.000 kháng thể riêng biệt, một nửa trong số đó ức chế sự gắn kết BLyS với thụ thể của nó. Cuối năm đó, một trong những kháng thể này đã được phân lập và đặc trưng. Nó được đặt tên là LymphoStat-B và sau đó được gọi là belimumab.
Vào tháng 8 năm 2006, HGS và GlaxoSmithKline (GSK) đã ký kết một thỏa thuận hợp tác phát triển và thương mại hóa, theo đó HGS sẽ tiến hành thử nghiệm giai đoạn III cho belimumab với sự hỗ trợ từ GSK. Các công ty sẽ chia sẻ đồng đều về chi phí phát triển giai đoạn III / IV, chi phí bán hàng và tiếp thị và lợi nhuận của bất kỳ sản phẩm nào được thương mại hóa theo thỏa thuận. Vào ngày 13 tháng 2 năm 2007, HGS và GSK đã công bố bắt đầu thử nghiệm lâm sàng giai đoạn III đầu tiên của belimumab ở những bệnh nhân bị bệnh lupus ban đỏ hoạt động.
Hai nghiên cứu lâm sàng giai đoạn III đã được thực hiện, bao gồm tổng cộng 1.684 bệnh nhân có điểm số 6 trong đánh giá của Selena-SLEDAI về hoạt động của bệnh lupus. Điểm kết thúc chính là giảm ≥4 trong đánh giá SELENA-SLEDAI và một số yếu tố khác, sau 52 tuần. Belimumab cải thiện đáng kể tỷ lệ đáp ứng, giảm hoạt động của bệnh và pháo sáng nghiêm trọng, và được dung nạp tốt. Trong số những bệnh nhân được điều trị bằng belimumab (10 mg / kg) ngoài liệu pháp tiêu chuẩn, 58% có điểm số Selena-SLEDAI giảm ≥4 điểm trong 52 tuần, so với 46% bệnh nhân được điều trị bằng giả dược. Tuy nhiên, bệnh nhân gốc Phi hoặc gốc Phi không đáp ứng đáng kể với belimumab.
Những thử nghiệm này không bao gồm những bệnh nhân mắc các dạng SLE nặng nhất, liên quan đến tổn thương tích cực đối với thận hoặc hệ thần kinh trung ương. Đối tượng mắc bệnh thận đang hoạt động được đưa vào thử nghiệm giai đoạn II.

## FDA chấp thuận
Với tên thương mại Benlysta, belimumab đã nhận được sự chấp thuận của FDA cho việc điều trị SLE vào ngày 9 tháng 3 năm 2011, bất chấp những lo ngại của các thành viên ủy ban tư vấn rằng việc cải thiện 4 điểm trên thang đo Selena-SLEDA là không đáng kể, và mặc dù có sự bảo lưu về việc bổ sung tử vong trong nhóm điều trị. Nó cũng đã được phê duyệt ở Canada và Châu Âu.
Dựa trên số lượng cần điều trị, khoảng 11 bệnh nhân phải được điều trị cho một người được hưởng lợi.

## Giá cả
Tại một trung tâm học thuật điển hình của Hoa Kỳ, tổng chi phí cho năm đầu tiên điều trị với belimumab là 28.000 đô la. Belimumab là đắt hơn nhiều so các loại thuốc khác dùng để điều trị lupus, bao gồm prednisone ($ 140 mỗi năm), hydroxychloroquine ($ 132), uống methotrexate ($ 432), azathioprine ($ 468), và mycophenolate mofetil ($ 1.224).
Tại Vương quốc Anh, Viện Sức khỏe và Chăm sóc Sức khỏe Xuất sắc đã tính toán chi phí của belimumab ở mức 61.200 bảng mỗi năm trong vòng đời được điều chỉnh chất lượng (QALY). Số tiền này nhiều hơn chi phí được chấp nhận thông thường từ 20.000 đến 30.000 bảng mỗi QALY. Nhà sản xuất đã cung cấp cho Dịch vụ Y tế Quốc gia Vương quốc Anh một khoản chiết khấu của một số tiền bí mật, nhưng vẫn không đưa nó vào phạm vi chấp nhận được.

## Thuốc liên quan
Blisibimod, một chất ức chế cả BAFF hòa tan và gắn màng, đã chứng minh sự giảm tương tự các tế bào B trong các thử nghiệm lâm sàng và đang được nghiên cứu trong một nghiên cứu lâm sàng giai đoạn II cho bệnh nhân bị lupus.
BR3-Fc, một loại protein tổng hợp tái tổ hợp được xây dựng với phần liên kết ngoại bào của BAFF-R, ngăn chặn sự kích hoạt thụ thể này bởi BLyS và đang trong giai đoạn phát triển dược phẩm giai đoạn đầu.
Rituximab, một kháng thể đơn dòng chống CD20, đã được phê duyệt cho một số chỉ định. Ocrelizumab, ofatumumab, và các thế hệ đơn dòng chống CD20 "thế hệ thứ ba" đang được phát triển.
Các loại thuốc khác giải quyết tình trạng tăng tế bào lympho B bao gồm atacicept, một loại protein tổng hợp tái tổ hợp được xây dựng với phần liên kết phối tử ngoại bào của TACI và ngăn chặn sự kích hoạt TACI bằng APRIL và BLyS. Nó đã thất bại trong một thử nghiệm giai đoạn II cho bệnh đa xơ cứng.